# Cục Xuất nhập khẩu (Việt Nam)
Cục Xuất nhập khẩu (tiếng Anh: Agency of Foreign Trade, viết tắt là AFT) là tổ chức thuộc Bộ Công Thương, thực hiện chức năng tham mưu, giúp Bộ trưởng Bộ Công Thương quản lý nhà nước và tổ chức thực thi pháp luật trong lĩnh vực hoạt động xuất khẩu, nhập khẩu hàng hóa, xuất xứ hàng hoá, mua bán hàng hóa quốc tế, đại lý mua, bán, gia công và quá cảnh hàng hóa với nước ngoài, thuộc phạm vi quản lý nhà nước của Bộ Công Thương.
Cục Xuất nhập khẩu thành lập ngày 12/11/2012, theo Nghị định số 95/2012/NĐ-CP ngày 12 tháng 11 năm 2012 của Chính phủ.
Chức năng, nhiệm vụ, quyền hạn và cơ cấu tổ chức của Cục Xuất nhập khẩu được quy định tại Quyết định 619/QĐ-BCT ngày 29/1/2013 của Bộ trưởng Bộ Công Thương.

## Nhiệm vụ và quyền hạn
Theo Điều 2, Quyết định 619/QĐ-BCT ngày 29/1/2013 của Bộ trưởng Bộ Công Thương, Cục Xuất nhập khẩu có các nhiệm vụ, quyền hạn chính:
- Trình Bộ trưởng phê duyệt, ban hành hoặc để trình cấp có thẩm quyền phê duyệt, ban hành các văn bản quy phạm pháp luật, đề án, chiến lược, cơ chế, chính sách xuất khẩu, nhập khẩu, đại lý mua, bán, gia công hàng hóa với nước ngoài, tạm nhập tái xuất, tạm xuất tái nhập, chuyển khẩu, quá cảnh hàng hóa trong phạm vi cả nước và dịch vụ xuất khẩu, nhập khẩu hàng hóa.
- Tổ chức thực hiện các văn bản quy phạm pháp luật, chiến lược, đề án, cơ chế, chính sách xuất khẩu, nhập khẩu, đại lý mua, bán, gia công hàng hóa với nước ngoài, tạm nhập tái xuất, tạm xuất tái nhập, chuyển khẩu, quá cảnh hàng hóa và dịch vụ xuất khẩu, nhập khẩu hàng hóa sau khi được phê duyệt hoặc ban hành.
- Thực hiện chức năng quản lý nhà nước về xuất khẩu, nhập khẩu; xuất xứ hàng hóa; hoạt động kinh doanh của các cửa hàng miễn thuế theo quy định của pháp luật.
- Thực hiện nhiệm vụ của Văn phòng Thông báo và điểm hỏi đáp về hàng rào kỹ thuật thương mại trong WTO (gọi tắt là Văn phòng TBT) và của Văn phòng Thông báo và điểm hỏi đáp về các biện pháp kiểm dịch động thực vật trong WTO (gọi tắt là Văn phòng SPS) của Bộ Công Thương.
- Thực hiện các nhiệm vụ, quyền hạn khác do Bộ trưởng Bộ Công Thương giao.

## Lãnh đạo Cục[3]
- Cục trưởng: Nguyễn Anh Sơn
- Phó Cục trưởng:

1. Trần Thanh Hải[4]
2. Trần Quốc Toản[5]
3. Nguyễn Cẩm Trang[6]

## Cơ cấu tổ chức
(Theo Điều 3, Quyết định 619/QĐ-BCT ngày 29/1/2013 của Bộ trưởng Bộ Công Thương)

### Các đơn vị giúp việc Cục trưởng
- Văn phòng Cục
- Phòng Tổng hợp Chính sách
- Phòng Xuất xứ hàng hóa
- Phòng Xuất nhập khẩu hàng Công nghiệp
- Phòng Xuất nhập khẩu hàng Nông - Lâm - Thủy sản
- Phòng Thuận lợi hóa thương mại
- Phòng Thương mại quốc tế
- Văn phòng Thông báo và điểm hỏi đáp về hàng rào kỹ thuật thương mại trong WTO (Văn phòng TBT)
- Văn phòng Thông báo và điểm hỏi đáp về các biện pháp kiểm dịch động thực vật trong WTO (Văn phòng SPS)
- Văn phòng Đại diện Cục Xuất nhập khẩu tại thành phố Hồ Chí Minh

### Các Phòng Quản lý Xuất nhập khẩu khu vực thuộc Cục Xuất nhập khẩu
- Phòng Quản lý Xuất nhập khẩu khu vực Hà Nội
- Phòng Quản lý Xuất nhập khẩu khu vực Thành phố Hồ Chí Minh
- Phòng Quản lý Xuất nhập khẩu khu vực Hải Phòng
- Phòng Quản lý Xuất nhập khẩu khu vực Đà Nẵng
- Phòng Quản lý Xuất nhập khẩu khu vực Lạng Sơn
- Phòng Quản lý Xuất nhập khẩu khu vực Quảng Ninh
- Phòng Quản lý Xuất nhập khẩu khu vực Lào Cai
- Phòng Quản lý Xuất nhập khẩu khu vực Thanh Hóa
- Phòng Quản lý Xuất nhập khẩu khu vực Nghệ An
- Phòng Quản lý Xuất nhập khẩu khu vực Thái Bình
- Phòng Quản lý Xuất nhập khẩu khu vực Bình Trị Thiên
- Phòng Quản lý Xuất nhập khẩu khu vực Khánh Hòa
- Phòng Quản lý Xuất nhập khẩu khu vực Hải Dương
- Phòng Quản lý Xuất nhập khẩu khu vực Đồng Nai
- Phòng Quản lý Xuất nhập khẩu khu vực Bình Dương
- Phòng Quản lý Xuất nhập khẩu khu vực Vũng Tàu
- Phòng Quản lý Xuất nhập khẩu khu vực Cần Thơ
- Phòng Quản lý Xuất nhập khẩu khu vực Tiền Giang